# 앤드루 피셔
앤드루 피셔(Andrew Fisher, 1862년 3월 16일 ~ 1928년 10월 22일)는 영국 스코틀랜드에서 출생한 오스트레일리아의 정치인이다.

## 생애
영국 스코틀랜드 출생이며, 1885년에 오스트레일리아로 이주한 그는 이후로도 영국 시민권자 신분으로 1908년부터 1909년까지, 1910년부터 1913년까지, 그리고 1914년부터 1915년까지 3차례에 걸쳐 오스트레일리아 총리를 역임하였다.

## 역대 선거 결과
| 선거명      | 직책명                        | 대수 | 정당                  | 득표율 | 득표수   | 결과 | 당락                      |
| ----------- | ----------------------------- | ---- | --------------------- | ------ | -------- | ---- | ------------------------- |
| 1901년 선거 | 하원의원 (와이드 베이 선거구) | 1대  | 오스트레일리아 노동당 | 55.4%  | 4,910표  | 1위  | 와이드 베이 하원의원 당선 |
| 1903년 선거 | 하원의원 (와이드 베이 선거구) | 2대  | 오스트레일리아 노동당 | 61.2%  | 10,622표 | 1위  | 와이드 베이 하원의원 당선 |
| 1906년 선거 | 하원의원 (와이드 베이 선거구) | 3대  | 오스트레일리아 노동당 | 54.5%  | 8,118표  | 1위  | 와이드 베이 하원의원 당선 |
| 1910년 선거 | 하원의원 (와이드 베이 선거구) | 4대  | 오스트레일리아 노동당 | 54.1%  | 12,154표 | 1위  | 와이드 베이 하원의원 당선 |
| 1913년 선거 | 하원의원 (와이드 베이 선거구) | 5대  | 오스트레일리아 노동당 | 55.6%  | 15,702표 | 1위  | 와이드 베이 하원의원 당선 |
| 1914년 선거 | 하원의원 (와이드 베이 선거구) | 6대  | 오스트레일리아 노동당 | 64.3%  | 16,494표 | 1위  | 와이드 베이 하원의원 당선 |